# Comandante Luis Piedrabuena
Comandante Luis Piedrabuena – miasto w Argentynie, w prowincji Santa Cruz, w departamencie Corpen Aike. Powierzchnia wynosi 6,37 km², populacja w 2010 roku 6406 osób.

## Położenie
Comandante Luis Piedrabuena położone jest we wschodniej części prowincji, na lewym brzegu rzeki Santa Cruz, około 55 km od jej ujścia.

## Populacja
Populacja miejscowości w kolejnych dziesięcioleciach:
| Rok  | Populacja |
| ---- | --------- |
| 1947 | 1015      |
| 1960 | 1441      |
| 1970 | 1558      |
| 1980 | 2492      |
| 1991 | 3348      |
| 2001 | 4176      |
| 2010 | 6406      |